# Formação Caboclo
A Formação Caboclo é uma das formações geológicas que, junto às formações Tombador e Morro do Chapéu, compõem o Grupo Chapada Diamantina do Supergrupo Espinhaço e que caracterizam a Chapada Diamantina, região central do estado brasileiro da Bahia. No Supergrupo as formações, da base para o topo, estão na seguinte ordem: Tombador, Caboclo e Morro do Chapéu.
Fica a uma altitude de 480 m, sendo composta por "metarenitos com estruturas hummocky, metassiltitos, metamargas, calcilutitos e calcarenitos. Plataforma marinha rasa dominada por tempestades. Intrusivas máficas de 1,5 Ga na base". Seus sistemas deposicionais são os marinhos, planície de maré e plataforma. Nos chamados "Gerais da Estiva", que se estendem da localidade de Afrânio Peixoto (em Lençóis) para o norte, na área em que predomina a Caboclo, os rios que ali drenam "possuem vales com encostas íngremes que entalham profundamente essa formação, em alguns casos chegando a expor a Formação Tombador".
Segundo o Plano Diretor de Recursos Hídricos da Bacia dos Rios Verde e Jacaré, Margem Direita do Lago de Sobradinho, de 1995, ela "repousa em contato concordante gradacional sobre a Formação Tombador. Compõe-se basicamente de siltitos e argilitos, que passam para arenitos pouco espessos. Na parte mediana do conjunto predominam sititos e argilitos que passam para folhelhos escuros com níveis subordinados de calcário.